# یوهان گئورگ ترالس
یوهان گئورگ ترالس (به آلمانی: Johann Georg Tralles) (زادهٔ ۱۵ اکتبر ۱۷۶۳ – درگذشتهٔ ۱۹ نوامبر ۱۸۲۲) ریاضی‌دان و فیزیک‌دان اهل آلمان بود.
ترالس استاد ریاضیات دانشگاه برلین بود.